# Лаос на летних Олимпийских играх 2004
Лаос принимал участие в Летних Олимпийских играх 2004 года в Афинах (Греция) в шестой раз за свою историю, но не завоевал ни одной медали. Сборную страны представляло пять спортсменов, в том числе две женщины.

## Лёгкая атлетика
| Спортсмен            | Дисциплина      | Первый раунд | Первый раунд | Четвертьфинал | Четвертьфинал | Полуфинал | Полуфинал | Финал     | Финал     |
| Спортсмен            | Дисциплина      | Результат    | Место        | Результат     | Место         | Результат | Место     | Результат | Место     |
| -------------------- | --------------- | ------------ | ------------ | ------------- | ------------- | --------- | --------- | --------- | --------- |
| Чалеунсоук Оудомфанх | Мужчины — 100 м | 11.30        | 7            | не прошёл     | не прошёл     | не прошёл | не прошёл | не прошёл | не прошёл |
| Филайлак Сакпасеут   | Женщины — 100 м | 13.42        | 8            | не прошла     | не прошла     | не прошла | не прошла | не прошла | не прошла |

## Плавание
| Спортсмен           | Дисциплина                    | Квалификация | Квалификация | Полуфинал | Полуфинал | Финал     | Финал     |
| Спортсмен           | Дисциплина                    | Результат    | Место        | Результат | Место     | Результат | Место     |
| ------------------- | ----------------------------- | ------------ | ------------ | --------- | --------- | --------- | --------- |
| Боунфаном Вонгпачан | Мужчины — 50 м вольным стилем | 28.17        | 77           | не прошёл | не прошёл | не прошёл | не прошёл |
| Вилайфоне Вонгпачан | Женщины — 50 м вольным стилем | 36.57        | 73           | не прошла | не прошла | не прошла | не прошла |

## Стрельба из лука
| Спортсмен            | Соревнование                | Предварительный раунд | Предварительный раунд | 1/64                               | 1/32                | 1/16                | Четвертьфиналы      | Полуфиналы          | Финал               | Финал     |
| Спортсмен            | Соревнование                | Очков                 | Номер посева          | Противник Результат                | Противник Результат | Противник Результат | Противник Результат | Противник Результат | Противник Результат | Место     |
| -------------------- | --------------------------- | --------------------- | --------------------- | ---------------------------------- | ------------------- | ------------------- | ------------------- | ------------------- | ------------------- | --------- |
| Фоутламфай Тиамфасон | Индивидуальные соревнования | 557                   | 63                    | Магнус Петерссон (SWE) Пор. 95-158 | Не прошёл           | Не прошёл           | Не прошёл           | Не прошёл           | Не прошёл           | Не прошёл |